# Rejon wałkiwski
Rejon wałkiwski (ukr. Валківський район) – dawny rejon w południowo-zachodniej części obwodu charkowskiego Ukrainy.
Utworzony w 1923, miał powierzchnię 1010 km² i liczył 30,9 tys. mieszkańców. Siedzibą władz rejonowych były Wałky.
Na terenie rejonu znajdowały się 1 miasto (Wałky), 2 osiedla typu miejskiego i 97 wsi, połączonych w 17 rad wiejskich.
Zlikwidowany 19 lipca 2020 roku w ramach reformy administracyjnej. Jego ziemie weszły w skład nowego rejonu bogoduchowskiego.